# Georgi Kostadinov
Georgi Georgiev Kostadinov (Tsarevo, 7 de septiembre de 1990) es un futbolista búlgaro que juega de centrocampista en el P. F. C. Levski Sofia de la Primera Liga de Bulgaria.

## Selección nacional
Kostadinov fue internacional sub-21 con la selección de fútbol de Bulgaria, antes de convertirse en internacional absoluto el 7 de octubre de 2016 en un partido de clasificación para la Copa Mundial de Fútbol de 2018 frente a la selección de fútbol de Francia.

## Clubes
| Club                   | País     | Año       |
| ---------------------- | -------- | --------- |
| P. F. C. Naftex Burgas | Bulgaria | 2007-2008 |
| OFC Pomorie            | Bulgaria | 2009-2011 |
| P. F. C. Ludogorets    | Bulgaria | 2012-2013 |
| P. F. C. Beroe         | Bulgaria | 2013-2015 |
| P. F. C. Levski Sofia  | Bulgaria | 2015-2017 |
| Maccabi Haifa          | Israel   | 2017-2018 |
| P. F. C. Arsenal Tula  | Rusia    | 2018-2022 |
| APOEL de Nicosia       | Chipre   | 2022-2025 |
| P. F. C. Levski Sofia  | Bulgaria | 2025-     |

## Palmarés

### Títulos nacionales
| Título                     | Club                        | País     | Año  |
| -------------------------- | --------------------------- | -------- | ---- |
| Primera Liga de Bulgaria   | P. F. C. Ludogorets Razgrad | Bulgaria | 2012 |
| Copa de Bulgaria           | P. F. C. Ludogorets Razgrad | Bulgaria | 2012 |
| Supercopa de Bulgaria      | P. F. C. Ludogorets Razgrad | Bulgaria | 2012 |
| Primera Liga de Bulgaria   | P. F. C. Ludogorets Razgrad | Bulgaria | 2013 |
| Primera División de Chipre | APOEL de Nicosia            | Chipre   | 2024 |
| Supercopa de Chipre        | APOEL de Nicosia            | Chipre   | 2024 |